# Pilocosta nana
Pilocosta nana är en tvåhjärtbladig växtart som först beskrevs av Paul Carpenter Standley, och fick sitt nu gällande namn av Frank Almeda och Whiffin. Pilocosta nana ingår i släktet Pilocosta och familjen Melastomataceae. Inga underarter finns listade i Catalogue of Life.